# Kora (instrument)
La kora és l'arpa de l'Àfrica de l'oest, concretament de l'ètnia mandinga i la casta dels Djelis, zona situada en l'actual Senegal, Casamance, Gàmbia, Mali i Guinea. El seu so es troba entre l'arpa celta en els baixos i la guitarra flamenca en els aguts per fer les improvisacions.
És un cordòfon, mescla de llaüt i arpa, que pot tenir vint-i-una o vint-i-dues cordes. Els seus orígens es remunten al segle XVI a la zona de l’Imperi de Kaabu. Avui en dia, tot i ser un instrument molt apreciat, la seva difusió es manté encara bàsicament en aquesta zona territorial i concretament entre les ètnies Mandés.
La caixa de ressonància es forma per mitja carbassa de grans dimensions (entre 40 i 70 cm de diàmetre) i la seva part convexa està rodejada per una pell de vaca tensada i subjecta per claus de coure o xinxetes. Aquesta presenta un orifici normalment en forma de cercle a un dels costats superiors, per on surt el so. De la carbassa de ressonància en surt un llarg màstil cilíndric de fusta, al qual van lligades les anelles de tires de pell anomenades “konsó” amb les quals s'afina l’instrument fent-les lliscar amunt o avall del màstil per obtenir la tensió adequada. Les cordes tradicionalment eren fetes amb tripa de vaca però actualment s'utilitza fil de pesca de niló. Tradicionalment té tres tonalitats principals: Sawta, Silaba i Tomora. Són escales heptatòniques, les quals s'aproximen bastant a les escales major, menor i lidia occidentals. Antigament es tocava a les corts reials i només la podien tocar descendents de famílies griots. Avui en dia, ha experimentat una evolució i nous intèrprets d’aquest instrument, l’estan portant per camins desconeguts fins ara, creant una sorprenent revolució en l’instrument.

## Músics
Entre els músics que utilitzen aquest instrument podem trobar:
- Sona Jobarteh
- Ballake Sissoko[3]
- Sidiki Diabaté
- Toumani Diabaté
- Yerko Fuenzalida
- Mamadou Diabaté
- Djeliba Baba
- Sam Sussoh
- Momi Maiga